# (11730) Yanhua
(11730) Yanhua est un astéroïde de la ceinture principale.

## Description
(11730) Yanhua est un astéroïde de la ceinture principale. Il fut découvert le 22 mai 1998 à Socorro (Nouveau-Mexique) par le projet LINEAR. Il présente une orbite caractérisée par un demi-grand axe de 2,41 UA, une excentricité de 0,07 et une inclinaison de 4,2° par rapport à l'écliptique.

## Compléments